# Política da Lituânia

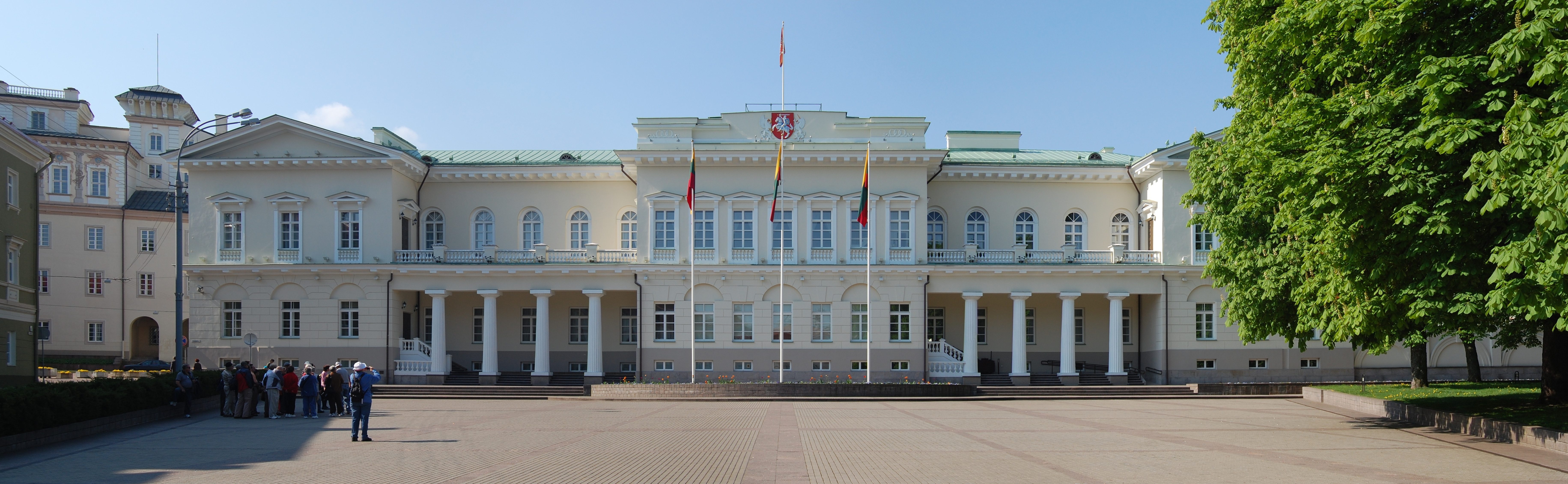
Palácio Presidencial da Lituânia.

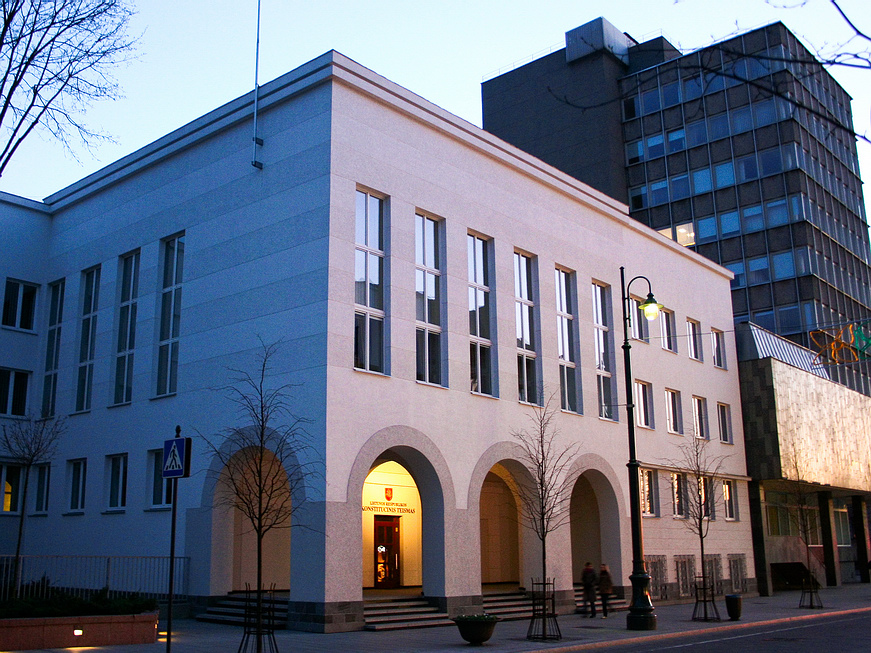
Corte Constitucional da Lituânia.

A Lituânia é um país com vários partidos políticos, com democracia parlamentar. O presidente, representante do estado, é elegido por 5 anos, e dirigente nos assuntos externos e política de segurança. É o presidente que nomeia o primeiro-ministro e respectivo gabinete, e um número de outros funcionários civis. O presidente Rolandas Paksas, cujo mandato iniciou-se em Janeiro de 2003 tem sido boicotado e actualmente esperam-se eleicões antecipadas. Até lá, o porta-voz do parlamento, Arturas Paulauskas irá desempenhar o cargo provisório.